# Grazing in the Grass
«Grazing in the Grass» — инструментальная композиция, написанная Филимоном Хоу и впервые записанная южноафриканским трубачом Хью Масекелой. Выпущенная синглом в Соединённых Штатах в 1968 году она добралась до вершины хит-парада Billboard Hot 100, впоследствии став 18-й самой успешной песней года. Песня также добралась до 15-й позиции хит-парада Adult Contemporary. Масекела включил песню в свои альбомы Grazing in the Grass: The Best of Hugh Masekela (2001), Still Grazing (2004) и Live at the Market Theatre (2006).
Запись Маскелы данной песни была введена в Зал славы премии «Грэмми» в 2018 году.
Вокальная версия песни, записанная группой The Friends of Distinction, со словами, написанными участником группы Гарри Эльстоном, стала хитом в США в 1969 году. Песня была перепета многими другими музыкантами.